# Damian Papierski
Damian Papierski (ur. 26 stycznia 2000) – polski kolarz szosowy i torowy.

## Osiągnięcia

### Kolarstwo szosowe
Opracowano na podstawie:

2018
- 1. miejsce w mistrzostwach Polski juniorów (jazda indywidualna na czas)

2019
- 3. miejsce w mistrzostwach Polski U23 (jazda indywidualna na czas)

2020
- 3. miejsce w mistrzostwach Polski U23 (jazda indywidualna na czas)

2022
- 1. miejsce w mistrzostwach Polski U23 (start wspólny)
- 3. miejsce w Gemenc Grand Prix
  - 1. miejsce w klasyfikacji młodzieżowej
  - 1. miejsce na 1. etapie

### Kolarstwo torowe
Opracowano na podstawie:
2018
- 1. miejsce w mistrzostwach Europy juniorów (wyścig drużynowy na dochodzenie)
- 3. miejsce w mistrzostwach Europy juniorów (madison)

## Rankingi

### Kolarstwo szosowe
| Rok             | 2019  | 2020  | 2021  | 2022 | 2023  |
| --------------- | ----- | ----- | ----- | ---- | ----- |
| World Ranking   | 1941. | 1259. | 1440. | 761. | 3079. |
| UCI Europe Tour | 1277. | 964.  | 1025. | 576. | -     |
|                 |       |       |       |      |       |
| Źródło: UCI     |       |       |       |      |       |